# Штехер, Марио
Марио Штехер (нем. Mario Stecher, род. 17 июля 1977 года в Айзенерце) — известный австрийский двоеборец, двукратный олимпийский чемпион, призёр чемпионатов мира.
В кубке мира Штехер дебютировал в 1993 году, в шестнадцатилетнем возрасте, в январе 1994 года одержал свою первую победу на этапе Кубка Мира. Всего на сегодняшний момент имеет 10 побед на этапах Кубка Мира, все в личных соревнованиях. Лучшим достижением в итоговом зачёте Кубка Мира для Штехера является 2 место в сезоне 1997-98.
Принимал участие на Олимпиаде-1998 в Нагано, где занял 4 место в командных соревнованиях.
На Олимпиаде-2002 в Солт-Лейк-Сити завоевал бронзу в команде, в личных дисциплинах показал следующие результаты: спринт - 11 место, индивидуальная гонка - 6 место.
На Олимпиаде-2006 в Турине завоевал первое в своей карьере олимпийское золото в командных соревнованиях, в личных видах был 19 в индивидуальной гонке и 14 в спринте.
На Олимпиаде-2010 в Ванкувере вновь выиграл золото в командном первенстве, кроме того стал 5 в турнире на нормальном трамплине + 10 км, и 8 в соревнованиях на большом трамплине + 10 км.
За свою карьеру участвовал в семи Чемпионатах мира, на которых завоевал две серебряные и одну бронзовую медали.
Использует лыжи производства фирмы Fischer.
Женат на бывшей горнолыжнице Карине Райх (нем. Carina Raich, род. 14 марта 1979 года), младшей сестре двукратного олимпийского чемпиона по горнолыжному спорту Бенджамина Райха.